# Geliporus
Geliporus Yuan Yuan, Jia J. Chen & S.H. He è un genere di funghi basidiomiceti con specie lignicole appartenente alla famiglia Phanerochaetaceae Jülich. Il nome si riferisce alla colorazione bianca della superficie imeniale, che ricorda il ghiaccio. Specie tipo ed unica del genere: G. exilisporus (Y.C. Dai & Niemelä) Yuan Yuan, Jia J. Chen & S.H. He, descritta originariamente (come Inonotus exilisporus Y.C. Dai & Niemelä) per la Cina (provincia Liaoning) su legno di Quercus mongolica Fisch. ex Ledeb.

## Descrizione
Basidiomi perenni, resupinati, di consistenza suberosa, con reazione nerastra al KOH. Superficie imeniale poroidi, di colore variabile da bianco a crema negli esemplari freschi, da giallo brunastro a bruno grigiastro in quelli disidratati (tubuli concolori ai pori). 
Sistema ifale monomitico, con ife con setti semplici, con parete sottile, da ialine a giallastre, cianofile, non amiloidi. Basidi con profilo variabile da subclavato a tozzo, con giunto a fibbia basale. Cistidi assenti. Spore con profilo variabile da cilindrico a oblungo-ellittico, ialine, a parete sottile, non cianofile e non amiloidi.

## Generi simili
G. exilisporus è stata descritta originariamente come Inonotus exilisporus e quindi attribuita al genere Inonotopsis Parmasto come I. exilispora (Y.C. Dai & Niemelä) Y.C. Dai. Studi filogenetici hanno permesso l'attribuzione alla famiglia Phanerochaetaceae, dove risulta rappresentare un genere distinto prossimo a Pirex Hjortstam & Ryvarden. In GenBank sono disponibili le sequenze ITS e LSU dell'isotipo di G. exilisporus.

## Riferimenti
1. ↑   Yuan Yuan, Jia-Jia Chen e Shuang-Hui He, Geliporus exilisporus gen. et comb. nov., a xanthochroic polypore in Phanerochaetaceae from China, in Mycoscience, vol. 58, n. 3,  p. 200.
2. ↑   Yu-Cheng Dai e Tuomo Niemelä, Synopsis of the genus Inonotus (Basidiomycetes) sensu lato in China, in Mycotaxon, vol. 65, 1997,  p. 275.
3. ↑   Yu-Cheng Dai, A checklist of polypores from Northeast China, in Karstenia, vol. 40, n. 1-2, 2000,  p. 28.